# Hello Emma
Hello Emma je hlasová asistentka pro iPhone a Apple Watch, která rozumí češtině. Dále rozumí slovenštině, polštině a maďarštině, tj. jazykům, které originální Siri zatím nepodporuje.
Jedná se o aplikaci, která je ke stažení v AppStore • původní projekt ve Zkratkách fungoval pouze na iOS13 (rok 2020).
Jedná se o 25 tisíc řádků kódu a 10 tisíc řádků textů!
Hlasem v češtině lze zadávat úkoly, které uživatelé doposud mohli zadávat jen Siri v angličtině. Například diktování SMS zpráv, nastavení budíku nebo minutky, zapisování věcí do nákupního seznamu, zapisování připomínek, plánování schůzek do kalendáře, vytáčení telefonních čísel a vytáčení českým jmen z adresáře nebo ovládání chytré domácnosti: "zapni lampičku".
Siri v češtině je dlouho očekávanou funkcí pro české uživatele a možnost česky ovládat iPhone tak vzbudil velký ohlas v technických magazínech.
Název Hello Emma byl vybrán z toho důvodu, že při spuštění hlasem přes anglicky slyšící Siri je potřeba říci nějaký povel anglicky. A Hello Emma anebo jen Emma má podobnou výslovnost i v češtině.

## Vývoj aplikace

### Zkratky (2020 • iOS13)
Původní projekt Hello Emma z roku 2020 fungoval jen pod iOS 13, nebyl vydán jako aplikace, ale byl naprogramován v aplikaci Zkratky (Shortcuts). Jednalo se o zhruba 30 zkratek se stovkami příkazů, celkově to bylo 7 tisíc akcí.  
První představení na YouTube proběhlo 29. února 2020, oficiální verze pro češtinu a slovenštinu vyšla 1. května 2020. Emma rozumí také anglicky. Od června 2020 byla přidána polština.
Zkratky fungovaly v iOS13, po aktualizaci na iOS14 došlo ke značnému zpomalení některých povelů v aplikaci Zkratky. Například Najdi text trvalo 10x déle, až 200 milisekund a podobných povelů jsou zde desítky.
Hello Emma využívala hlasy, které jsou součástí iOS - pro češtinu je to Zuzana vylepšená verze. Jazyky musí ve Zkratkách podporovat příkazy Nadiktuj text a Přečti text. Teoreticky by tak šlo přidat další jazyky: chorvatštinu, řečtinu, rumunštinu, ukrajinštinu.

### Mobilní aplikace (od 2023)
Hello Emma je aplikace pro iPhone (a Apple Watch) s iOS 16 a novějším a vydána byla 1. června 2023. Je výrazně rychlejší, spolehlivější než původní projekt naprogramovaný ve Zkratkách (Shortcuts).
Aktualizace na vánoce 2023 přinesla podporu pro Apple Watch. Nejlépe funguje na Watch Ultra, když si oranžové tlačítko nastavíte na spouštění zkratky 'hello emma'
Aplikace funguje pro iOS 18, iOS 17 a iOS 16. Podpora iOS 15 (iPhone 6S atp.) nebyla přidána z důvodu řady změn v programovacím prostředí Xcode, ale nostalgicky je to na seznamu přání. iPhone 6S byl totiž telefon, na kterém David programoval původní projekt v roce 2020.
28.2.2025 uplyne 5 let od představení projektu a aplikace se dočká nových funkcí.
Podporované jazyky: čeština, slovenština, polština, angličtina. Maďarština přidána 2025.

### Mac (od 2025 jaro)
Mac jí sluší • Nikdy předtím jsme česky nemohli ovládat Mac. Až teď. Machruj na Macu! Česky
Pomocí Zkratek si můžete naprogramovat třeba otevírání konkrétních souborů ve Wordu nebo Excelu

### Média
David Beck aplikaci představit v TV Nova v pořadu Snídaně s Novou.
Rozhovory poskytl pro Lupa.cz a rozhlasové stanice Blaník a Hitrádio City.

## Využití
Některé povely původních Zkratek nemusí být dostupné pro novou Aplikaci. Hello Emma nabízí širokou škálu hlasových příkazů, které lze zadávat v češtině nebo slovenštině a polštině. Například:
- Základní akce: „Zavolej Gábině“, „Napiš SMS Štěpánce Růžičkové text diktuji svojí první zprávu.“, „Nastav minutku na 10 minut“ a „Vzbuď mě v 7:20“
- Základní informace: „Jaké je venku počasí?“, „Vypočítej 7 + 8 + 15 euro“, „Přelož do španělštiny…“
- Naplánovat události a připomenutí: „Naplánuj mi do kalendáře na pondělí v 10 hodin lekce angličtiny“ a „Nastav připomínku, vyzvedni léky v lékárně, až dorazím na OC Chodov“ nebo „Kdo má svátek 1. srpna?“
- Správa nastavení zařízení: „Nastav jas na méně“, „Zapni Wi-Fi“
- Vyhledávání na internetu: „Najdi na internetu jak oloupat granátové jablko“
- Navigace: „Naviguj na adresu Václavské náměstí 1“, „Za jak dlouho budu na: Karlův most MHD?“ a „Jaká je vzdálenost Praha pomlčka Prčice pěšky?“
- Zábava: „Umíš vyprávět vtipy“, „Chci se dívat na videoklipy…“
- Zapojení do aplikací v iOS: „Zahraj písničku prší krásně“ a „Co to hraje?“

## Autor
Projekt vymyslel a naprogramoval David Beck z Prahy. David pracoval v pražském radiu City nebo Blaník kde vysílal v 90. letech. V radii stále pracuje a stará se o techniku.